# Fisura esfenopetrosa
La fisura esfenopetrosa (o sutura esfenopetrosa) es una articulación fibrosa, tipo sincondrosis, entre el hueso esfenoides y la porción petrosa del hueso temporal, ubicada en la fosa craneal media.  Contiene el agujero o foramen rasgado por el que atraviesan los nervios petroso menor, petroso mayor y el petroso profundo. Contiene también el haz de fibras de la cuerda del tímpano, procedentes de las papilas gustativas de los dos tercios anteriores de la lengua. La unión esfenopetrosa permanece como unión cartilaginosa durante toda la vida.
Por debajo de la fisura esfenopetrosa pasa el nervio abducens (nervio motor ocular externo) de manera que la disfunción de los huesos que produzca la tensión de esta articulación deriva en estrabismo convergente.